# BMW F16

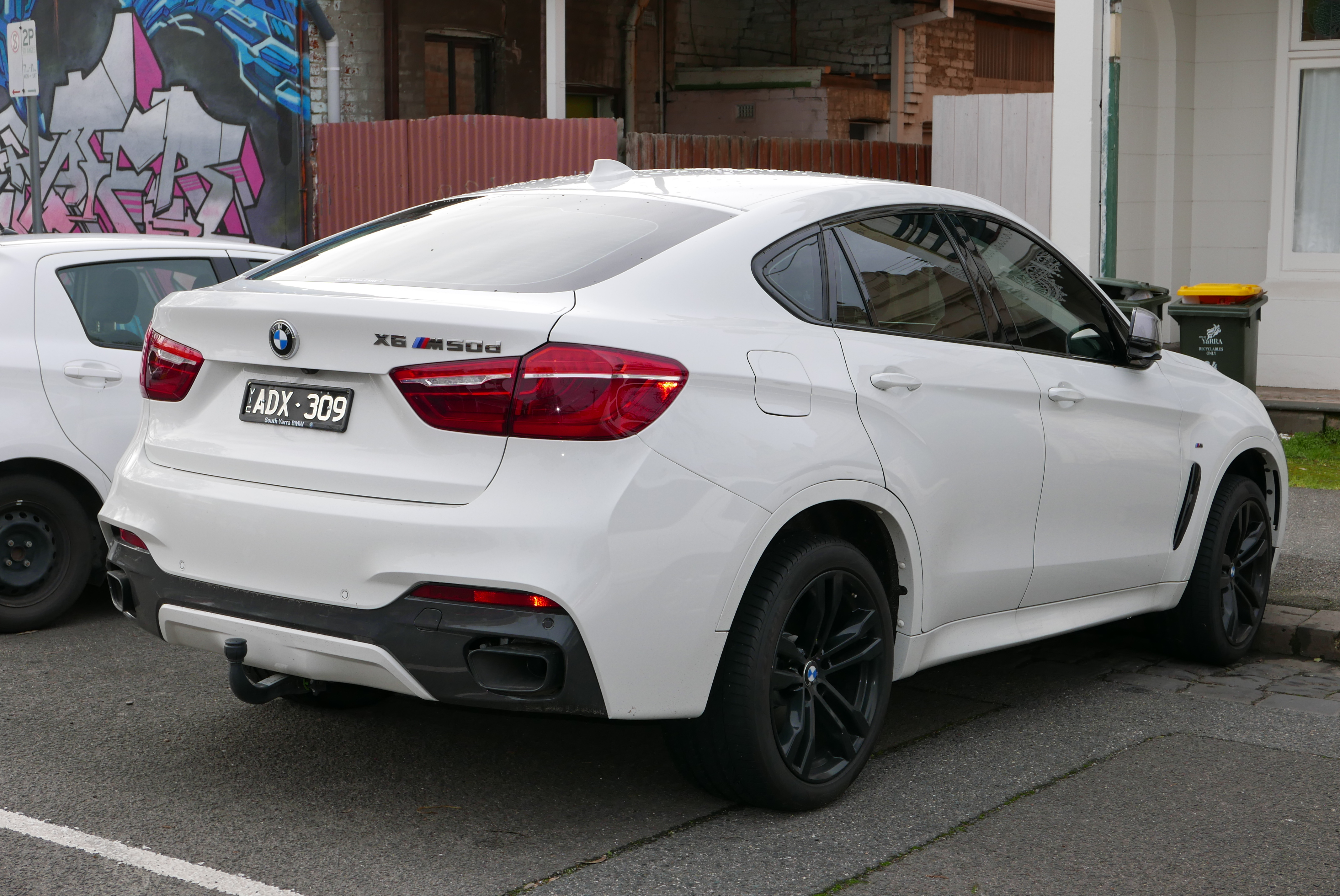
Heckansicht des BMW X6 (F16)

Der BMW F16 ist die zweite Generation des BMW X6, einem Crossover aus Sport Utility Vehicle und Coupé des Autoherstellers BMW. BMW verwendet dafür die Bezeichnung Sport Activity Coupé (SAC).

## Modellgeschichte
Die offizielle Präsentation des F16 fand auf dem Pariser Autosalon 2014 statt. Bei der Modellvariante X6 M war die offizielle, öffentliche Premiere während der LA Auto Show 2014.

## Motoren
Für den X6 stehen zwei Ottomotoren zur Wahl, ein Sechszylinderreihenmotor mit 3,0 l Hubraum, 225 kW (306 PS) und ein überarbeiteter 4,4-Liter-V8-Motor mit Querstromzylinderköpfen. Er hat eine Benzindirekteinspritzung (High Precision Injection der zweiten Generation) und zwei parallel geschaltete Turbolader (Twin-Turbo). Sie sind zwischen den beiden Zylinderbänken des Motors (auf der heißen Seite) angeordnet. Die Ansaugrohre liegen außen.
Die angebotenen Dieselmotorvarianten haben den gleichen Hubraum von 3,0 l und sind in drei Leistungsstufen erhältlich: 190 kW, 230 kW und 280 kW.

### Technische Daten
Folgende Motorisierungen werden für den X6 angeboten:
| Kenngrößen                                  | xDrive 35i                                                         | xDrive 50i                                                         | X6 M (F86)                                                         | xDrive 30d                                                         | xDrive 40d                                                         | M50d                                                               |
| ------------------------------------------- | ------------------------------------------------------------------ | ------------------------------------------------------------------ | ------------------------------------------------------------------ | ------------------------------------------------------------------ | ------------------------------------------------------------------ | ------------------------------------------------------------------ |
| Bauzeitraum                                 | 11/2014–05/2018                                                    | 11/2014–05/2018                                                    | 03/2015–04/2018                                                    | 11/2014–07/2019                                                    | 11/2014–07/2019                                                    | 11/2014–07/2019                                                    |
| Motorkenndaten                              |                                                                    |                                                                    |                                                                    |                                                                    |                                                                    |                                                                    |
| Motorbezeichnung                            | N55B30                                                             | N63B44 (tü)                                                        | S63B44(tü)                                                         | N57D30L                                                            | N57D30TOP                                                          | N57D30S1                                                           |
| Motorart                                    | Ottomotor                                                          | Ottomotor                                                          | Ottomotor                                                          | Dieselmotor                                                        | Dieselmotor                                                        | Dieselmotor                                                        |
| Motorbauart                                 | R6                                                                 | V8                                                                 | V8                                                                 | R6                                                                 | R6                                                                 | R6                                                                 |
| Gemischaufbereitung                         | Direkteinspritzung                                                 | Direkteinspritzung                                                 | Direkteinspritzung                                                 | Common-Rail-Direkteinspritzung                                     | Common-Rail-Direkteinspritzung                                     | Common-Rail-Direkteinspritzung                                     |
| Motoraufladung                              | Twin-Scroll-Turbolader (1)                                         | Biturbo-Aufladung                                                  | Biturbo-Aufladung                                                  | Turbolader mit verstellbaren Leitschaufeln                         | zweistufige Turboaufladung mit verstellbaren Leitschaufeln         | dreistufige Turboaufladung mit verstellbaren Leitschaufeln         |
| Hubraum                                     | 2979 cm³                                                           | 4395 cm³                                                           | 4395 cm³                                                           | 2993 cm³                                                           | 2993 cm³                                                           | 2993 cm³                                                           |
| max. Leistung                               | 225 kW (306 PS) bei 5800–6400/min                                  | 330 kW (450 PS) bei 5500–6000/min                                  | 423 kW (575 PS) bei 6000–6500/min                                  | 190 kW (258 PS) bei 4000/min                                       | 230 kW (313 PS) bei 4400/min                                       | 280 kW (381 PS) bei 4000–4400/min                                  |
| max. Drehmoment                             | 400 Nm bei 1200–5000/min                                           | 650 Nm bei 2000–4500/min                                           | 750 Nm bei 2200–5000/min                                           | 560 Nm bei 1500–3000/min                                           | 630 Nm bei 1500–2500/min                                           | 750 Nm bei 2000–3000/min                                           |
| Kraftübertragung                            |                                                                    |                                                                    |                                                                    |                                                                    |                                                                    |                                                                    |
| Antrieb, serienmäßig                        | Allradantrieb                                                      | Allradantrieb                                                      | Allradantrieb                                                      | Allradantrieb                                                      | Allradantrieb                                                      | Allradantrieb                                                      |
| Getriebe, serienmäßig                       | 8-Gang-Automatik                                                   | 8-Gang-Automatik                                                   | 8-Gang-Automatik                                                   | 8-Gang-Automatik                                                   | 8-Gang-Automatik                                                   | 8-Gang-Automatik                                                   |
| Fahrwerk                                    |                                                                    |                                                                    |                                                                    |                                                                    |                                                                    |                                                                    |
| Radaufhängung                               | vorn: MacPherson-Federbeine, Querlenker; hinten: Fünflenkerachse   | vorn: MacPherson-Federbeine, Querlenker; hinten: Fünflenkerachse   | vorn: MacPherson-Federbeine, Querlenker; hinten: Fünflenkerachse   | vorn: MacPherson-Federbeine, Querlenker; hinten: Fünflenkerachse   | vorn: MacPherson-Federbeine, Querlenker; hinten: Fünflenkerachse   | vorn: MacPherson-Federbeine, Querlenker; hinten: Fünflenkerachse   |
| Bremsen                                     | vorn: Scheibenbremsen an allen Rädern, Bremsscheiben innenbelüftet | vorn: Scheibenbremsen an allen Rädern, Bremsscheiben innenbelüftet | vorn: Scheibenbremsen an allen Rädern, Bremsscheiben innenbelüftet | vorn: Scheibenbremsen an allen Rädern, Bremsscheiben innenbelüftet | vorn: Scheibenbremsen an allen Rädern, Bremsscheiben innenbelüftet | vorn: Scheibenbremsen an allen Rädern, Bremsscheiben innenbelüftet |
| Lenkung                                     | vorn: Zahnstangenlenkung mit elektrischem Servo                    | vorn: Zahnstangenlenkung mit elektrischem Servo                    | vorn: Zahnstangenlenkung mit elektrischem Servo                    | vorn: Zahnstangenlenkung mit elektrischem Servo                    | vorn: Zahnstangenlenkung mit elektrischem Servo                    | vorn: Zahnstangenlenkung mit elektrischem Servo                    |
| Messwerte                                   |                                                                    |                                                                    |                                                                    |                                                                    |                                                                    |                                                                    |
| Leergewicht                                 | 2100 kg                                                            | 2245 kg                                                            | 2340 kg                                                            | 2140 kg                                                            | 2180 kg                                                            | 2260 kg                                                            |
| Höchstgeschwindigkeit                       | 240 km/h                                                           | 250 km/h                                                           | 250 km/h                                                           | 230 km/h                                                           | 240 km/h                                                           | 250 km/h                                                           |
| Beschleunigung, 0–100 km/h                  | 6,4 s                                                              | 4,8 s                                                              | 4,2 s                                                              | 6,7 s                                                              | 5,8 s                                                              | 5,2 s                                                              |
| Beschleunigung, 0–200 km/h                  |                                                                    |                                                                    | 14,9 s                                                             |                                                                    |                                                                    |                                                                    |
| Kraftstoffverbrauch auf 100 km (kombiniert) | 8,5–8,6 l Super                                                    | 9,7 l Super                                                        | 11,1 l Super                                                       | 6,0 l Diesel                                                       | 6,2–6,3 l Diesel                                                   | 6,6 l Diesel                                                       |
| CO2-Emission (kombiniert)                   | 198 g/km                                                           | 225 g/km                                                           | 258 g/km                                                           | 157 g/km                                                           | 163 g/km                                                           | 174 g/km                                                           |
| Abgasnorm nach EU-Klassifikation            | Euro 6                                                             | Euro 6                                                             | Euro 6                                                             | Euro 6                                                             | Euro 6                                                             | Euro 6                                                             |